# Вишневський Гаврило Андрійович
Гаври́ло Андрі́йович Вишне́вський (1873-1955) — український політик, член IV Державної думи від Київщини.

## Біографія
Православний. Спадковий дворянин Київщини. Землевласник (800 десятин) і власник нерухомості в Києві.
Закінчив 4-ту Київську гімназію (1892) і юридичний факультет університету Святого Володимира (нині — Київський національний університет імені Тараса Шевченка) (1896).
Після закінчення університету вступив на службу до Міністерства юстиції. Служив в канцелярії Київської судової палати, потім — дільничним мировим суддею Бердичівського (1898-1906) і Київського (1906—1912) судових округів.
Обирався гласним Київського повітового і губернського земських зборів. Був членом Київської повітової і губернської училищних рад, а також почесним членом єпархіальної училищної ради. Дослужився до чину надвірного радника.
У 1912 році був обраний членом Державної думи від Київщини. Був членом комісій: з народної освіти, розпорядчої, бюджетної та зі шляхів сполучення.
Під час Першої світової війни був членом Комітету з постачання одягом солдатів, які звільнялися на батьківщину з лікувальних закладів.
Після окупації українських земель більшовиками емігрував до Франції.
Помер у 1955 році. Похований на цвинтарі Сент-Женев'єв-де-Буа. Був одружений, мав двох пасербиць.